# El caballero de la armadura oxidada
El caballero de la armadura oxidada (en inglés, The Knight in Rusty Armor) es una novela del escritor y guionista estadounidense Robert Fisher. Publicada en 1989, la obra se caracteriza por su estilo alegórico y está inspirada libremente en el clásico El progreso del peregrino de John Bunyan. Es ampliamente considerada dentro del género de autoayuda, gracias a su enfoque en el desarrollo personal y la superación emocional.
La novela ha sido traducida a numerosos idiomas y es considerada un superventas internacional. Su popularidad ha trascendido generaciones, consolidándose como un clásico contemporáneo del crecimiento personal. La obra aborda temas universales como la autenticidad, el autoconocimiento y el perdón, convirtiéndose en un recurso frecuente en contextos educativos, terapéuticos y talleres de desarrollo humano.
Robert Fisher, reconocido por su trabajo como guionista para figuras emblemáticas de Hollywood como Groucho Marx y Lucille Ball, encontró en esta obra una forma de transmitir reflexiones profundas sobre las emociones y los conflictos internos desde una perspectiva accesible y universal.

## Argumento
El relato gira en torno a un heroico caballero medieval, quien portaba una bella armadura, la cual reflejaba los rayos de sol. Con el tiempo, el caballero se habituó a llevarla siempre puesta sin quitársela ni para dormir. Un día, tras las súplicas de su esposa, debido a que había pasado mucho tiempo y olvidado como era el rostro del caballero que ni su hijo lo recordaba entonces decide quitársela y descubre que no puede. Así es como comienza un largo peregrinaje para encontrar ayuda y poder deshacerse de su armadura. En esta jornada recibirá la ayuda del mago Merlín y de otros personajes del cuento popular europeo.

## Personajes
- Caballero: el protagonista. Un caballero considerado como bueno, gentil y generoso según el código de honor de caballería.[3]
- Julieta: la esposa del caballero, cansada de que su marido no se quite la armadura lo amenaza con abandonarlo si no lo hace.[1]
- Cristóbal: el hijo del caballero, un niño de cabellos dorados y que no recuerda el rostro de su padre sin su armadura.
- Herrero: el hombre más fuerte del reino y servidor del caballero.
- Bolsalegre: el bufón del reino, guía al caballero al lugar donde se encuentra Merlín.
- Merlín: el mago del ciclo artúrico que ayuda al caballero a llegar a su destino.
- Ardilla: una ardilla que acompaña al caballero durante el viaje.
- Rebeca: una paloma mensajera que también lo acompaña
- Sam: el yo interior del caballero que le aconseja, ayudándolo tanto en su camino como a escucharse a sí mismo.
- Dragón del Miedo y la Duda: custodia el Castillo de la Voluntad y la Osadía, ayuda al caballero a enfrentar sus miedos y a conocerse a sí mismo.
- Rey: monarca al que sirve el caballero. Ambos se encuentran en el Castillo del Silencio y el Rey le indica cómo salir.